# Grünlandkomplexe von Herbornseelbach bis Ballersbach und Aar-Aue
Grünlandkomplexe von Herbornseelbach bis Ballersbach und Aar-Aue este o arie protejată (arie specială de conservare — SAC, sit de importanță comunitară — SCI) din Germania întinsă pe o suprafață de 412,94 ha, integral pe uscat.

## Localizare
Centrul sitului Grünlandkomplexe von Herbornseelbach bis Ballersbach und Aar-Aue este situat la coordonatele 50°40′32″N 8°21′01″E / 50.6756°N 8.3503°E.

## Înființare
Situl Grünlandkomplexe von Herbornseelbach bis Ballersbach und Aar-Aue a fost declarat sit de importanță comunitară în iunie 2000 pentru a proteja 2 specii de animale. Situl a fost protejat și ca arie specială de conservare în martie 2008.

## Biodiversitate
Situată în ecoregiunea continentală, aria protejată conține 6 habitate naturale: Pajiști uscate seminaturale și facies de acoperire cu tufișuri pe substraturi calcaroase (Festuco-Brometalia) (* situri importante pentru orhidee), Formațiuni ierboase bogate în specii de Nardus, dezvoltate pe substraturi silicioase în zone montane (și în zone submontane, în Europa continentală), Pajiști cu Molinia pe soluri calcaroase, turboase sau argilos-nămoloase (Molinion caeruleae), Liziere de ierburi înalte hidrofile de câmpie și de nivel montan până la alpin, Fânețe de joasă altitudine (Alopecurus pratensis, Sanguisorba officinalis), Păduri aluvionare cu Alnus glutinosa și Fraxinus excelsior (Alno-Padion, Alnion incanae, Salicion albae).
La baza desemnării sitului se află mai multe specii protejate de  nevertebrate (2): phengaris nausithous (Maculinea nausithous), Maculinea teleius.
Pe lângă speciile protejate, pe teritoriul sitului au mai fost identificate 8 specii de plante.